# Hamza Younés
Hamza Younés (arab. حمزة يونس, ur. 16 kwietnia 1986 w Monastyrze) – tunezyjski piłkarz grający na pozycji napastnika. Od 2018 jest zawodnikiem klubu Al Ahli Ad-Dauha.

## Kariera klubowa
Swoją karierę piłkarską Younés rozpoczął w 1996 roku w klubie US Monastir. W 2005 roku awansował do pierwszego zespołu. W sezonie 2005/2006 zadebiutował w jego barwach w pierwszej lidze tunezyjskiej. W 2006 roku odszedł do Club Sportif Sfaxien. W sezonie 2008/2009 zdobył z nim Puchar Tunezji. W Sfaxien grał do końca sezonu 2010/2011.
Latem 2011 Younés został zawodnikiem rumuńskiego Petrolulu Ploeszti. 11 marca 2012 zadebiutował w nim w lidze rumuńskiej w przegranym 0:2 wyjazdowym meczu z Rapidem Bukareszt. W czerwcu 2013 wystąpił w wygranym 1:0 finale Pucharu Rumunii z CFR 1907 Cluj. W sezonach 2012/2013 i 2013/2014 dwukrotnie z rzędu zajął z Petrolulem 3. miejsce w lidze.
W trakcie sezonu 2013/2014 Younés odszedł do Botewu Płowdiw. Zadebiutował w nim 23 lutego 2014 w zremisowanym 2:2 domowym spotkaniu z Łudogorcem Razgrad. W debiucie strzelił dwa gole.
Latem 2014 roku Younés odszedł z Botewu do Łudogorca Razgrad. Swój debiut w nim zaliczył 16 sierpnia 2014 w zwycięskim 2:0 domowym meczu z CSKA Sofia. W sezonie 2014/2015 zdobył Superpuchar Bułgarii oraz wywalczył mistrzostwo tego kraju.
W 2015 roku Younés został piłkarzem irańskiego klubu Teraktor Sazi. Swój debiut w Iran Pro League zanotował 31 lipca 2015 w zremisowanym 0:0 domowym meczu z Naftem Teheran.
Następnie grał w takich klubach jak: Concordia Chiajna, AO Ksanti i Erzurum BB. W 2018 trafił do katarskiego Al Ahli Ad-Dauha.
| Sezon   | Klub              | Kraj     | Rozgrywki          | Mecze | Gole |
| ------- | ----------------- | -------- | ------------------ | ----- | ---- |
| 2005/06 | US Monastir       | Tunezja  | CLP-1              | ?     | ?    |
| 2006/07 | CS Sfaxien        | Tunezja  | CLP-1              | ?     | ?    |
| 2007/08 | CS Sfaxien        | Tunezja  | CLP-1              | ?     | ?    |
| 2008/09 | CS Sfaxien        | Tunezja  | CLP-1              | ?     | ?    |
| 2009/10 | CS Sfaxien        | Tunezja  | CLP-1              | ?     | ?    |
| 2010/11 | CS Sfaxien        | Tunezja  | CLP-1              | 18    | 6    |
| 2011/12 | Petrolul Ploeszti | Rumunia  | Liga I             | 13    | 12   |
| 2012/13 | Petrolul Ploeszti | Rumunia  | Liga I             | 28    | 13   |
| 2013/14 | Petrolul Ploeszti | Rumunia  | Liga I             | 11    | 9    |
| 2013/14 | Botew Płowdiw     | Bułgaria | A PFG              | 13    | 5    |
| 2014/15 | Botew Płowdiw     | Bułgaria | A PFG              | 4     | 2    |
| 2014/15 | Łudogorec Razgrad | Bułgaria | A PFG              | 17    | 4    |
| 2015/16 | Teraktor Sazi     | Iran     | Iran Pro League    | 13    | 3    |
| 2015/16 | Concordia Chiajna | Rumunia  | Liga I             | 0     | 0    |
| 2016/17 | AO Ksanti         | Grecja   | Superleague Ellada | 27    | 19   |
| 2017/18 | Erzurum BB        | Rumunia  | TFF 1. Lig         | 16    | 7    |
| 2017/18 | Al Ahli Ad-Dauha  | Katar    | Q-League           | 8     | 2    |

## Kariera reprezentacyjna
W reprezentacji Tunezji Younés zadebiutował 28 maja 2014 w wygranym 1:0 towarzyskim meczu z Koreą Południową, rozegranym w Seulu, gdy w 86. minucie zmienił Zouheira Dhaouadiego. W 2015 roku został powołany do kadry na Puchar Narodów Afryki 2015. Zagrał na nim w dwóch meczach: z Zambią (2:1) i z Demokratyczną Republiką Konga (1:1).